# Satsumasendai

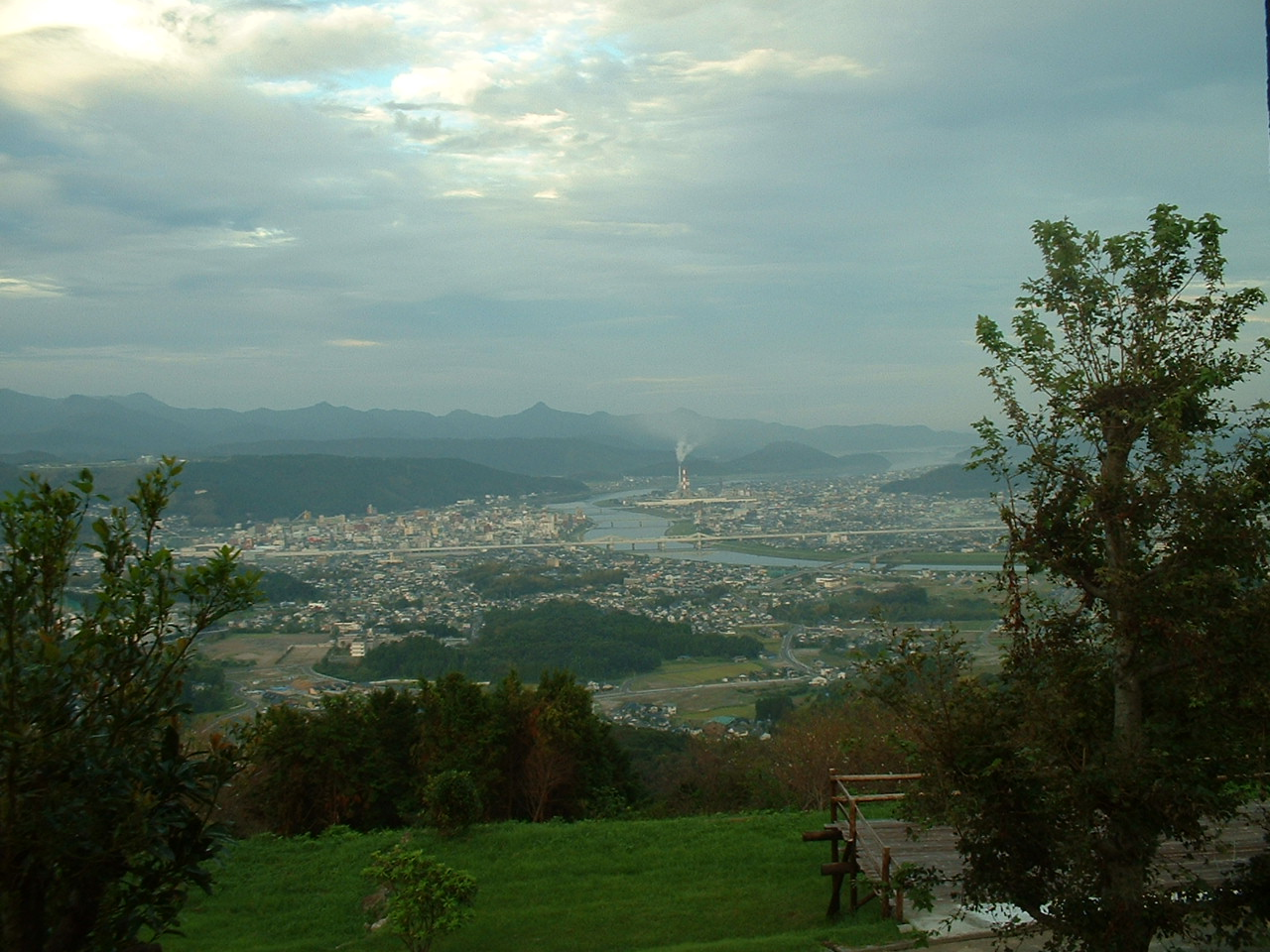
Vy över staden

Satsumasendai (japanska 薩摩川内市) är en stad i Kagoshima prefektur på ön Kyūshū i södra Japan. Den är den till ytan största staden i prefekturen. Satsumasendai bildades den 12 oktober 2004 då staden Sendai slogs ihop med kommunerna Hiwaki, Iriki, Kamikoshiki, Kashima Kedoin, Sato, Shimokoshiki och Togo. Koshikijimaöarna, belägna väster om ön Kyūshū, hör till staden.
I Satsumasendai ligger Sendai kärnkraftverk.

## Kommunikationer
Sendai station trafikeras sedan 2004 av Kyushu Shinkansen.